# Hans Sauer
Hans Sauer (ur. 9 września 1946 w Ingolstadt, zm. 31 maja 2022) – niemiecki naukowiec, nauczyciel akademicki, anglista. Wykładał na Uniwersytecie w Würzburgu, Uniwersytecie Ludwika i Maksymiliana w Monachium, Uniwersytecie Technicznym w Dreźnie, a także Akademii Finansów i Biznesu Vistula. Prowadzi również wykłady otwarte w Instytucie Anglistyki na Uniwersytecie Warszawskim. Członek zagraniczny Polskiej Akademii Nauk od 2017 roku.

## Życiorys
W latach 1967–1975 studiował filologię angielską i łacinę na Uniwersytecie Monachijskim. W międzyczasie podjął pracę jako asystent nauczyciela w Bolton, był również wykładowcą w Westfield College w Londynie. W 1972 w stolicy Bawarii zdał egzamin państwowy (Staatsexamen). Doktoryzował się w 1976. W tym czasie pracował jako asystent w Instytucie Filologii Angielskiej na swojej macierzystej uczelni. W 1986 habilitował się. Trzy lata później Sauer został zatrudniony na stanowisku nauczyciela języka angielskiego na Uniwersytecie Juliusza Maksymiliana w Würzburgu. W 1993 przeniósł się do Drezna, a w 1997 wrócił do Monachium i objął tam Katedrę Językoznawstwa Historycznego w Instytucie Filologii Angielskiej.

## Książki
- Theodulfi Capitula in England: die altenglischen Übersetzungen, zusammen mit dem lateinischen Text[9]
- The Owl and the Nightingale mittelengl./dt. = Die Eule und die Nachtigall[10]
- Nominalkomposita im Frühmittelenglischen: Mit Ausblicken auf die Geschichte der englischen Nominalkomposition[11]